# Si j'étais toi (film)
Pour les articles homonymes, voir Si j'étais toi.
Pour plus de détails, voir Fiche technique et Distribution.
Si j’étais toi est un thriller réalisé par Vincent Perez. C'est le remake d’un film dramatique-fantastique japonais Himitsu de 1999.

## Synopsis
Hannah (Lili Taylor) et Benjamin « Ben » Marris (David Duchovny) forment un couple modèle uni depuis plusieurs années par un amour solide et profond. Ensemble, ils ont une fille de 16 ans Samantha « Sam » (Olivia Thirlby). Sensible à la crise que traverse sa fille, Hannah décide de partir quelques jours en tête à tête avec elle. Mais sur le trajet, un camion surgit face à la voiture qui quitte la route, effectue plusieurs tonneaux et s'arrête retournée dans un ruisseau dans la campagne enneigée. Arrivant à l'hôpital, Benjamin trouve Hannah et Samantha dans un profond coma. Quelques minutes après, Ben observe qu'Hannah ouvre les yeux. Le médecin constate qu'elle reprend conscience. Quelques instants après, Hannah et Ben observent que le pouls de Sam s'arrête. Hannah encore allongée, demande à prendre la main de sa fille, ce qui gêne le personnel hospitalier qui se démène pour ranimer Sam. Le pouls d'Hanna s'arrête également. Le personnel hospitalier s'acharne pendant plusieurs minutes à leur faire des massages cardiaques, en vain. Ils enregistrent la mort d'Hanna, au moment où le pouls de Sam repart. Peu après, Sam dit à Ben qu'elle est Hanna. Celle-ci semble s'être réincarnée dans le corps de sa fille.

## Fiche technique

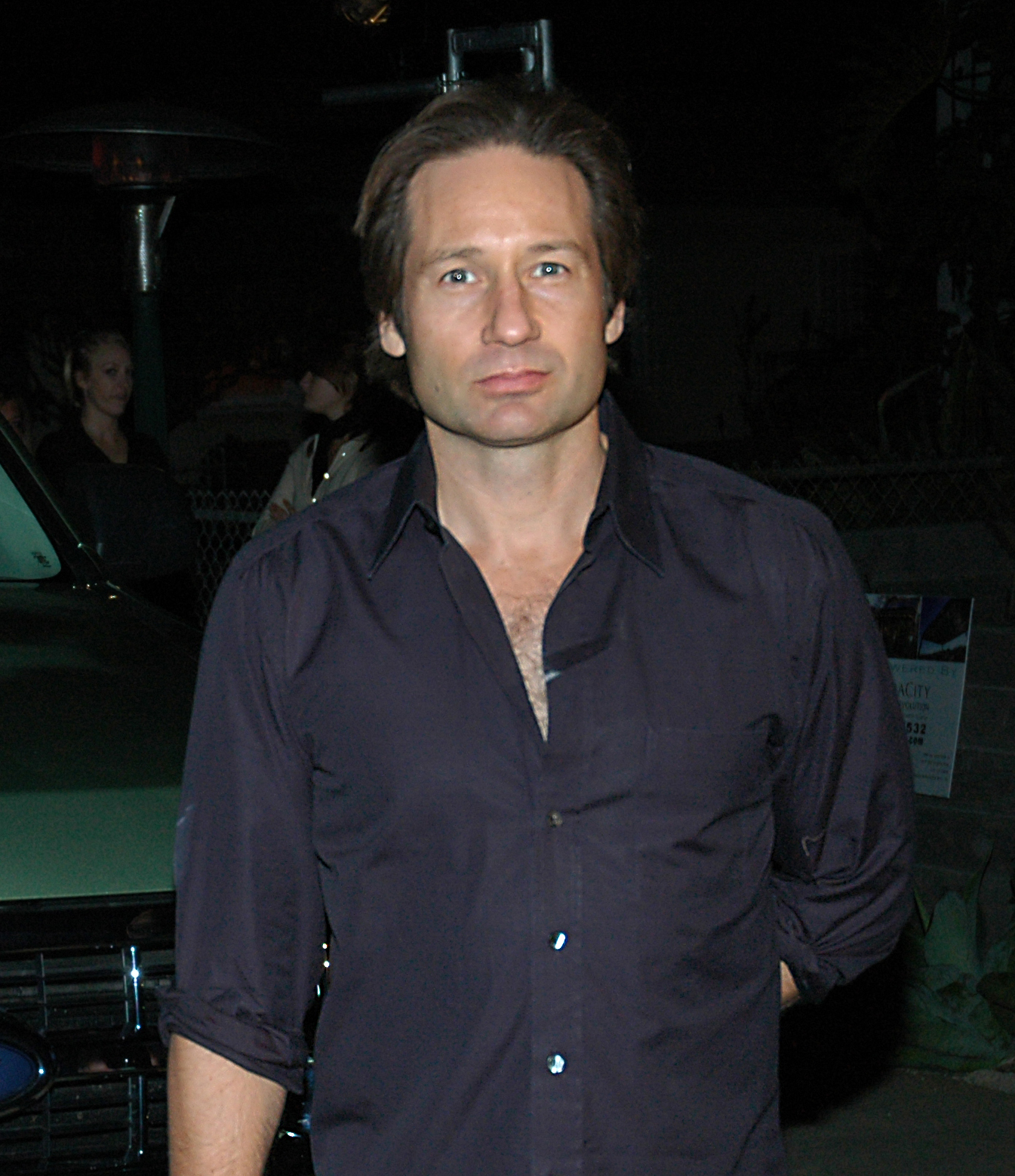
L'acteur principal David Duchovny, l'année de sortie du film.

- Société de production : EuropaCorp
- Société de distribution : EuropaCorp Distribution (France)

## Distribution
- David Duchovny : Dr. Benjamin « Ben » Marris, ophtalmologue
- Lili Taylor : Hannah Marris, épouse de Benjamin
- Olivia Thirlby : Samantha « Sam » Marris, fille de Benjamin et d'Hannah, lycéenne
- Brendan Sexton III : Ethan
- Jane Wheeler : Maggie Adams
- Millie Tresierra : Lindsay Porter
- Trisha LaFache : Taylor
- Ashley Springer : Ian
- Laurence Leboeuf : Amelia
- Macha Grenon : Tara Corbett, la conseillère d'éducation du lycée
- Bruce Ramsay : Daniel Harpin